# ALL MY BEST
ALL MY BEST是日本歌手倉木麻衣第二張精選輯，於2009年9月9日分多個版本發行。

## 簡介
- 出道10週年的記念精選專輯。
- 以「2CD+DVD」、「2CD」、「microSD卡」、「USB記憶體」、「MD」、「卡式錄音帶」、「黑膠LP盤」、「郵便局窗口預約限定販售Original Frame郵票附」、「Fan Club&Musing限定盤」等多個形式發行。
- 收錄單曲A面歌、c/w歌、專輯收錄歌以及新歌等共32首歌。收錄了前作「Wish You The Best」多數歌曲，但並未收錄單曲「Make my day」與「Kiss」。
- 新曲「我所不認識的自己」（わたしの、しらない、わたし。）是倉木本人出演KOSE「Precious Esupuriku」的廣告歌。
- Oricon公信榜最高名次1位，繼專輯「touch Me!」後再次獲得公信榜冠軍，2009年達成此紀錄的只有倉木麻衣跟GReeeeN。
- Oricon公信榜年間名次25位，自精選輯「Wish You The Best」後最高名次，同年的原創專輯「touch Me!」則是第96位。

## 曲目

### DISC1 （CD）
1. 我所不認識的自己（わたしの、しらない、わたし。）
  - 作詞:倉木麻衣　作曲：望月由繪　編曲：池田大介、佐藤俊

第9張專輯「FUTURE KISS」收錄本作的新版本
2. Love, Day After Tomorrow
  - 作詞:倉木麻衣　作曲：大野愛果　編曲：Cybersound

第1張單曲
3. Stay by my side
  - 作詞:倉木麻衣　作曲：大野愛果　編曲：Cybersound

第2張單曲
4. Secret of my heart
  - 作詞:倉木麻衣　作曲：大野愛果　編曲：Cybersound

第3張單曲
5. NEVER GONNA GIVE YOU UP
  - 作詞：倉木麻衣、Michael Africk　作曲・編曲：Michael Africk、Miguel Sá Pessoa、Perry Geyer

第4張單曲
6. Simply Wonderful 〜Radio Edit〜
  - 作詞:倉木麻衣　作曲：大野愛果　編曲：Cybersound

第5張單曲
7. Reach for the sky
  - 作詞:倉木麻衣　作曲：大野愛果　編曲：Cybersound

第6張單曲
8. Start in my life
  - 作詞:倉木麻衣　作曲：大野愛果　編曲：Cybersound

第7張單曲
9. 冰冷的海（冷たい海）
  - 作詞:倉木麻衣　作曲：大野愛果　編曲：Cybersound

第7張單曲
10. Double Rainbow
  - 作詞:倉木麻衣　作曲・編曲：YOKO Black. Stone

第8張單曲的B面歌
11. Stand Up
  - 作詞:倉木麻衣　作曲・編曲：徳永曉人

第8張單曲
12. always
  - 作詞:倉木麻衣　作曲：大野愛果　編曲：Cybersound

第9張單曲
13. PERFECT CRIME
  - 作詞:倉木麻衣　作曲：徳永曉人　編曲：徳永曉人・池田大介

第2張專輯「Perfect Crime」收錄歌曲
14. Can't forget your love
  - 作詞:倉木麻衣　作曲：大野愛果　編曲：Cybersound、徳永曉人

第10張單曲
15. Winter Bells
  - 作詞:倉木麻衣　作曲・編曲：徳永曉人

第11張單曲
16. key to my heart
  - 作詞:倉木麻衣　作曲：大野愛果　編曲：Cybersound

第3張專輯「FAIRY TALE」收錄歌曲

### DISC2 （CD）
1. Baby I Like
  - 作詞・作曲：YOKO Black. Stone　編曲：Cybersound

美國出道單曲
2. PUZZLE
  - 作詞:倉木麻衣　作曲：望月由繪&平賀貴大　編曲：小澤正澄

第31張單曲
3. Beautiful
  - 作詞:倉木麻衣　作曲：Song Yang Ha　編曲：池田大介

第32張單曲
4. touch Me!
  - 作詞:倉木麻衣　作曲：望月由繪　編曲：平賀貴大

第8張專輯「touch Me!」收錄歌曲
5. 每一秒都Love for you（一秒ごとに Love for you）
  - 作詞:倉木麻衣　作曲：大野愛果　編曲：Cybersound

第29張單曲
6. BE WITH Ü
  - 作詞:倉木麻衣　作曲：徳永曉人　編曲：Cybersound

第27張單曲
7. Silent love 〜open my heart〜
  - 作詞:倉木麻衣　作曲・編曲：Daisuke "DAIS" Miyachi & Yuichi Ohno

第27張單曲
8. 好想見你...（会いたくて...）
  - 作詞:倉木麻衣　作曲・編曲：徳永曉人

第6張專輯「DIAMOND WAVE」收錄歌曲
9. 白雪（白い雪）
  - 作詞:倉木麻衣　作曲：大野愛果　編曲：池田大介

第25張單曲
10. Best Of Hero（ベスト オブ ヒーロー）
  - 作詞:倉木麻衣　作曲・編曲：徳永曉人

第23張單曲
11. Growing of my heart
  - 作詞:倉木麻衣　作曲：大野愛果　編曲：葉山武

第22張單曲
12. 通往明日的橋樑（明日へ架ける橋）
  - 作詞:倉木麻衣　作曲：徳永曉人　編曲：池田大介・徳永曉人

第18張單曲
13. Time after time ～在落花紛飛的街道上～（Time after time〜花舞う街で〜）（theater version）
  - 作詞:倉木麻衣　作曲：大野愛果　編曲：池田大介・Cybersound

第15張單曲的不同版本
14. 風的啦啦啦（風のららら）
  - 作詞:倉木麻衣　作曲：春畑道哉　編曲：Cybersound

第17張單曲
15. Like a star in the night
  - 作詞:倉木麻衣　作曲：大野愛果　編曲：徳永曉人　ストリングスアレンジ：池田大介

第13張單曲
16. Feel fine!
  - 作詞:倉木麻衣　作曲・編曲：徳永曉人

第12張單曲

## DVD

### MAI KURAKI LIVE SELECTION
1. Stand Up 　 ［Natural Breeze 2001 happy live］
2. Stay by my side　  ［Natural Breeze 2001 happy live］
3. NEVER GONNA GIVE YOU UP　  ［Natural Breeze 2001 happy live］
4. Secret of my heart 　［Mai Kuraki "Loving You…" Tour 2002］
5. Loving  You…　  ［Mai Kuraki "Loving You…" Tour 2002］
6. Feel fine!  　［Mai-K & FRIENDS HOT ROD BEACH PARTY］
7. Fairy tale 〜my last teenage wish〜 　 ［Mai Kuraki FAIRY TALE TOUR 02-03］
8. key to my heart  　［Mai Kuraki FAIRY TALE TOUR 02-03］
9. 風的啦啦啦  　［Rits 倉木麻衣 Memorial Live 2004］
10. 通往明日的橋樑 　 ［Rits 倉木麻衣 Memorial Live 2004］
11. Dancing  　［Mai Kuraki Live Tour 2005 LIKE A FUSE OF LOVE］
12. Diamond Wave 　 ［Mai Kuraki LIVE TOUR 2006 DIAMOND WAVE］
13. BE WITH Ü  　［Mai Kuraki Live Tour 2007 〜BE WITH U〜］
14. Season of love　  ［Mai Kuraki Live Tour 2008 "touch Me!"］
15. Everything's All Right　  ［Mai Kuraki Live Tour 2008 "touch Me!"］
16. Growing of my heart 　 ［Mai Kuraki Live Tour 2008 "touch Me!"］
17. Love, Day After Tomorrow  　［MIX Ver.］

with Mai Kuraki × Director's Special Talk

## 銷量
| 榜單                              | 最高排名 | 銷量    | 在榜時數 |
| --------------------------------- | -------- | ------- | -------- |
| Oricon日間專輯榜 (2009年9月9日)   | 1        | 38,966  | 21週     |
| Oricon週間專輯榜 (2009年9月第3週) | 1        | 137,050 | 21週     |
| Oricon月間專輯榜 (2009年9月)      | 4        | 207,171 | 21週     |
| Oricon年間專輯榜 (2009年)         | 25       | 250,247 | 21週     |
| Oricon累積銷量                    | —        | 257,127 | 21週     |